# Comuna Vansbro
Vansbro (Vansbro kommun) este o comună din comitatul Dalarnas län, Suedia, cu o populație de 6.730 locuitori (2013).

## Geografie

### Zone urbane
Lista celor mai mari zone urbane din comună (anul 2015) conform Biroului Central de Statistică al Suediei:
| Nr | Zona urbană          | Pop.  |
| -- | -------------------- | ----- |
| 1  | Vansbro              | 2.042 |
| 2  | Järna                | 1.725 |
| 3  | Äppelbo              | 490   |
| 4  | Heden și Skansbacken | 342   |
| 5  | Skålö                | 340   |
| 6  | Nås                  | 205   |

## Demografie
| \| Evoluția demografică în comuna Vansbro, 1970–2015 \| Evoluția demografică în comuna Vansbro, 1970–2015 \| Evoluția demografică în comuna Vansbro, 1970–2015 \| Evoluția demografică în comuna Vansbro, 1970–2015 \| Evoluția demografică în comuna Vansbro, 1970–2015 \| \| ----------------------------------------------------------------------------------------------------- \| ------------------------------------------------- \| ------------------------------------------------- \| ------------------------------------------------- \| ------------------------------------------------- \| \| An \| \| \| Locuitori \| \| \| 1970 \| 1970 \| \| 8 968 \| 8 968 \| \| 1975 \| 1975 \| \| 8 693 \| 8 693 \| \| 1980 \| 1980 \| \| 8 523 \| 8 523 \| \| 1985 \| 1985 \| \| 8 150 \| 8 150 \| \| 1990 \| 1990 \| \| 7 901 \| 7 901 \| \| 1995 \| 1995 \| \| 7 595 \| 7 595 \| \| 2000 \| 2000 \| \| 7 291 \| 7 291 \| \| 2005 \| 2005 \| \| 7 061 \| 7 061 \| \| 2010 \| 2010 \| \| 6 805 \| 6 805 \| \| 2015 \| 2015 \| \| 6 715 \| 6 715 \| \| Sursa: SCB - Statistika Centralbyrån, Folkmängd efter region, civilstånd, ålder och kön. År 1968–2016 \| \| \| \| \| |      |  |           |       |
| Evoluția demografică în comuna Vansbro, 1970–2015 |      |  |           |       |
| An |      |  | Locuitori |       |
| 1970 | 1970 |  | 8 968     | 8 968 |
| 1975 | 1975 |  | 8 693     | 8 693 |
| 1980 | 1980 |  | 8 523     | 8 523 |
| 1985 | 1985 |  | 8 150     | 8 150 |
| 1990 | 1990 |  | 7 901     | 7 901 |
| 1995 | 1995 |  | 7 595     | 7 595 |
| 2000 | 2000 |  | 7 291     | 7 291 |
| 2005 | 2005 |  | 7 061     | 7 061 |
| 2010 | 2010 |  | 6 805     | 6 805 |
| 2015 | 2015 |  | 6 715     | 6 715 |
| Sursa: SCB - Statistika Centralbyrån, Folkmängd efter region, civilstånd, ålder och kön. År 1968–2016 |      |  |           |       |